# Kitty Beaufort
Kitty Beaufort is een Franse stripreeks getekend door Éric Albert en geschreven door Jean Depelley.

## Inhoud
De setting is eind jaren vijftig van de twintigste eeuw. De pas afgestudeerde inspecteur Kitty Beaufort begint bij de politie van Limoges. Met hulp van haar vrienden Rosseline en de journalist Gerard Droll lost zij voortvarend mysteries op.

## Publicatiegeschiedenis
Albert en Depelley bedachten Kitty Beaufort als hommage aan de avonturen van Guus Slim van Maurice Tillieux. De achternaam in de originele Franse naam van de heldin, Petibouchon, betekent iets als 'kleine kurk'. De uitgeverij vond deze Franse naam niet sprekend genoeg voor de Nederlandse markt en schreef een prijsvraag uit voor de nieuwe Nederlandse naam.  
De eerste drie verhalen werden gebundeld in het eerste album dat de titel kreeg Zoekt 't uit, een verwijzing naar de ondertitel van de Guus Slim-reeks.
| Nr | Orig. | Titel                              | Tekenaar    | Scenarist     | Aantal pagina's | 1e Publicatie             | Franse titel                                  |
| -- | ----- | ---------------------------------- | ----------- | ------------- | --------------- | ------------------------- | --------------------------------------------- |
| 1  | 2019  | Het einde van meneer Carnaval      | Éric Albert | Jean Depelley | 14              | Zoekt 't uit (2019)       | La fin de Monsieur Carnaval                   |
| 2  | 2019  | Misdaad op de Champ de Juillet     | Éric Albert | Jean Depelley | 15              | Zoekt 't uit (2019)       | Crime au Champ de Juillet                     |
| 3  | 2019  | De blauwe man                      | Éric Albert | Jean Depelley | 15              | Zoekt 't uit (2019)       | Le mystère de l'homme en bleu                 |
| 4  | 2021  | De handschoenen van de 13e apostel | Éric Albert | Jean Depelley | 26              | Wierook en Jazz (2021)    | Les gants du treizième apôtre de Saint-Junien |
| 5  | 2021  | Requiem in de jazzkelder           | Éric Albert | Jean Depelley | 16              | Wierook en Jazz (2021)    | Requiem en sous-sol                           |
| 6  | 2023  | Swinging Liverpool                 | Éric Albert | Jean Depelley | 48              | Swinging Liverpool (2023) | Swinging Liverpool                            |

In Frankrijk verscheen in augustus 2019 een tweede deel in de reeks met de titel Jazz, goupillon et macchabées. Dit album bevat de verhalen Requiem en sous-sol (16 platen) en Les gants du treizième apôtre de Saint-Junien (26 platen). In februari 2021 werd deze uitgave in het Nederlands uitgebracht.
Begin 2020 ging de Franse uitgeverij Éditions du Long Bec failliet, waardoor de toekomst van Kitty Beaufort een tijd onzeker was. Depelley had een scenario geschreven voor een lang verhaal van 44 pagina's, waarvan Albert al de eerste pagina's had getekend. De auteurs overwogen om het verhaal af te maken met een crowdfunding, maar het verschijnt dan toch bij een andere uitgeverij. Het album is eind 2022 in het Frans gepland bij de Zwitserse uitgeverij Paquet. Op 8 februari 2023 verscheen het album Swinging Liverpool bij de Franstalige uitgeverij BD Paquet.

## Albums
Het eerste album werd uitgebracht door Uitgeverij HUM! als softcover van 48 pagina's en als luxe beurseditie in hardcover met linnen rug tijdens het Stripfestival in Breda. Deze laatste bevatte naast een losse ex-libris ook twee pagina's getiteld Van scenario naar pagina.
Het tweede album werd door dezelfde uitgeverij uitgebracht als softcover en als speciale editie in hardcover met losse ex-libris en een pagina getiteld Op reis met Kitty Beaufort.
| Jaar | Nr. | Verhaal            | Uitgever        | Originele titel                      |
| ---- | --- | ------------------ | --------------- | ------------------------------------ |
| 2019 | 1   | Zoekt 't uit       | Uitgeverij HUM! | Perdreaux aux pruneaux (2018)        |
| 2021 | 2   | Wierook en Jazz    | Uitgeverij HUM! | Jazz, goupillon et macchabées (2019) |
| 2023 | 3   | Swinging Liverpool | Uitgeverij HUM! | Swinging Liverpool (2023)            |

Het eerste album bevat de eerste drie losse verhalen. Het tweede album bevat het vierde en vijfde verhaal.